# Fjodor Nikolajewitsch Jurtschichin
Fjodor Nikolajewitsch Jurtschichin (russisch Фёдор Николаевич Юрчихин; * 3. Januar 1959 in Batumi, Adscharische Autonome Sozialistische Sowjetrepublik, Georgische SSR) ist ein ehemaliger russischer Kosmonaut griechischer Abstammung.

## Ausbildung
Nach dem Abschluss der Oberschule in Batumi 1976 begann Jurtschichin ein Studium am Moskauer Staatlichen Luftfahrtinstitut. Er beendete sein Studium 1983 mit einem Abschluss in Maschinenbau spezialisiert auf Raumfahrzeuge. 2001 wurde er in Betriebswirtschaft an der Staatlichen Moskauer Verwaltungsuniversität promoviert.
Von 1983 bis 1997 war er Mitarbeiter des russischen Raumfahrtunternehmens RKK Energija. Er arbeitete im Kontrollzentrum, zunächst als Ingenieur, dann als höherer, schließlich als leitender Ingenieur. Schließlich wurde er Chefingenieur für die Mir-Space-Shuttle- und NASA-Mir-Programme.

## Kosmonautentätigkeit
Im August 1997 wurde Jurtschichin als Kandidat in der Kosmonautenabteilung von RKK Energija eingeschrieben. Von Januar 1998 bis November 1999 absolvierte er einen Basistrainingskursus und bestand eine Prüfung als Testkosmonaut. Ab Januar 2000 begann er in der Testkosmonautengruppe für das ISS-Programm zu trainieren.
Im Oktober 2002 flog Jurtschichin mit der Raumfähre Atlantis im Rahmen der Mission STS-112 in den Weltraum. Nach Abschluss seines ersten Raumflugs hatte er 10 Tage, 19 Stunden und 58 Minuten im Weltraum verbracht.
Am 7. Mai 2006 wurde er für die Mannschaft von Sojus TMA-10 ausgewählt. Als Sojus-Bordingenieur startete er am 7. April 2007 zur ISS. Dort arbeitete er als Stationskommandant insgesamt 196 Tage. Die Landung am 21. Oktober 2007 in der kasachischen Steppe verlief nicht ganz problemlos, da wahrscheinlich aufgrund eines Computerfehlers der Landepunkt einige hundert Kilometer westlich als vorhergesehen lag.
Im Oktober 2009 wurden die ISS-Besatzungen der Expeditionen 23 bis 27 umgeplant, wodurch Jurtschichin als ISS-Bordingenieur der Expeditionen 24 und 25 nachnominiert wurde. Er war Kommandant des Raumschiffs Sojus TMA-19 und lebte und arbeitete von Juni bis November 2010 an Bord der ISS. Der Start erfolgte am 15. Juni 2010, die Landung am 26. November 2010.
Ab dem 29. Mai 2013 verbrachte Jurtschichin seinen vierten Aufenthalt im Weltraum. Er war Kommandant des Raumschiffes Sojus TMA-09M und blieb sechs Monate an Bord der ISS. Am 10. September 2013 übernahm er im Rahmen der ISS-Expedition 37 das Kommando über die ISS, die Rückkehr zur Erde erfolgte am 11. November 2013.
Am 20. April 2017 startete Jurtschichin zu seinem fünften Raumflug. Zusammen mit dem Amerikaner Jack Fischer flog er im Raumschiff Sojus MS-04 zur ISS. Dort arbeitete er zunächst als Bordingenieur der ISS-Expedition 51. Am 2. Juni übernahm er das Kommando der ISS-Expedition 52. Die Landung erfolgte am 3. September 2017.

## Zusammenfassung
| Nr. | Mission                     | Funktion                 | Flugdatum | Flugdauer      |
| --- | --------------------------- | ------------------------ | --------- | -------------- |
| 1   | STS-112                     | Missionsspezialist       | 2002      | 10d 19h 58min  |
| 2   | Sojus TMA-10 (ISS 15)       | Kommandant               | 2007      | 196d 17h 04min |
| 3   | Sojus TMA-19 (ISS 24 & 25)  | Kommandant               | 2010      | 163d 7h 11min  |
| 4   | Sojus TMA-09M (ISS 36 & 37) | Bordingenieur/Kommandant | 2013      | 166d 06h 18min |
| 5   | Sojus MS-04 (ISS 51 & 52)   | Bordingenieur/Kommandant | 2017      | 135d 18h 08min |

## Privates
Fjodor Jurtschichin entstammt einer griechischstämmigen Familie aus Batumi im heutigen Georgien. Er ist der älteste Sohn von Nikolai Fjodorowitsch Jurtschichin und Mikroula Sofoklewna Jurtschichina (geb. Grammatikopoulou), beides pontische Griechen. Jurtschichin ist verheiratet und hat zwei Töchter.